# Remenus kirchneri
Remenus kirchneri is een steenvlieg uit de familie Perlodidae. De wetenschappelijke naam van de soort is voor het eerst geldig gepubliceerd in 1995 door Kondratieff & Nelson.